# Regenbogenkompetenz

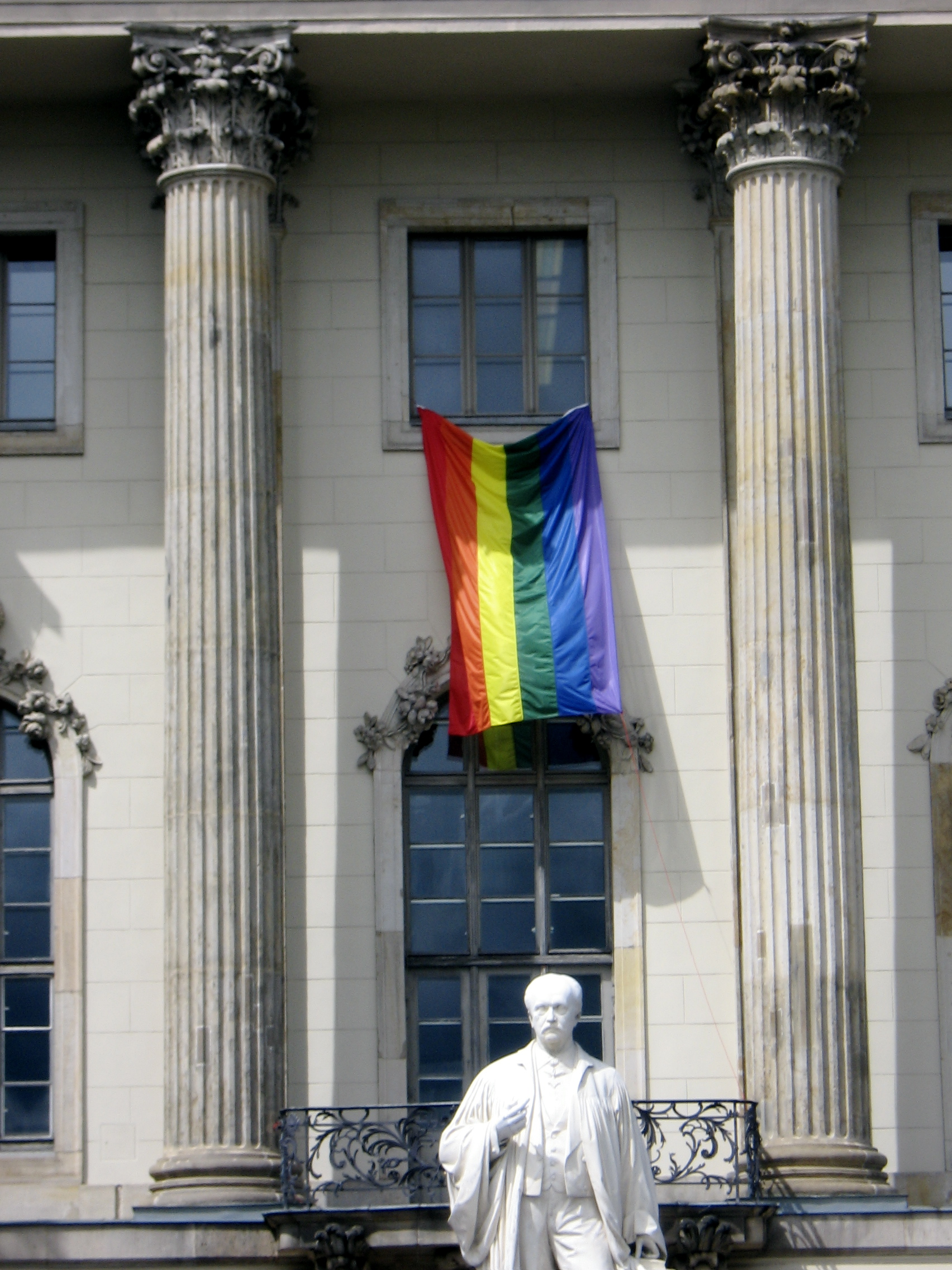
Regenbogenfahne an der Humboldt-Universität zu Berlin (2007)

Regenbogenkompetenz bezeichnet die Fähigkeit, bewusst, sensibel und akzeptierend mit Themen von Geschlechtsidentität und sexueller Orientierung umzugehen, um Vorurteile und Diskriminierung gegenüber LGBT-Personen zu erkennen und zu überwinden. Ursprünglich entwickelt für den Bereich der Sozialen Arbeit gilt Regenbogenkompetenz zunehmend als Baustein einer vielfältigen demokratischen Kultur.

## Konzept
In Anlehnung an die Regenbogenfahne, die zum Zeichen für die Akzeptanz der Vielfalt von Liebes- und Lebensformen wurde, und an den Begriff der Regenbogenfamilien, der sich mit der Einführung der Ehe für alle herausgebildet hat, bezeichnet Regenbogenkompetenz eine akzeptierende berufliche Haltung von Fachkräften, die LGBT-Personen in sozialen und pädagogischen Bereichen begleiten. Im erweiterten Sinne bezieht sich der Begriff auch auf ehrenamtlich Tätige und deren Umgang mit den Themen der sexuellen Orientierung und der geschlechtlichen Identität. Regenbogenkompetenz soll Fachkräfte dazu befähigen, LGBT-Personen bewusst, einfühlsam und stützend zu begegnen. Dazu müssen sie ihr Wissen, ihre Methodenkompetenz und ihre Handlungs- und Reflexionsfähigkeit erweitern.
Den Begriff der Regenbogenkompetenz hat die Sozialwissenschaftlerin Ulrike Schmauch in den Kontext der Aus- und Fortbildung der Sozialen Arbeit eingebracht. Durch die Auseinandersetzung mit Praxiserfahrungen und fachliche Debatten verbreitete sich die Idee auch in andere Bereiche weiter. Ähnlich wie Genderkompetenz und Interkulturelle Kompetenz, die inzwischen zum Standard professioneller Sozialer Arbeit gehören, entwickelt sich Regenbogenkompetenz zunehmend zu einem Baustein in der Weiterentwicklung sozialer Berufe. Gemeinsames Ziel all dieser Konzepte ist es, gesellschaftliche Einrichtungen zu öffnen und bestehende Hürden und Diskriminierungen abzubauen. Es geht darum sicherzustellen, dass alle Menschen unabhängig von ihrer sexuellen Orientierung oder Geschlechtsidentität respektvoll und gleichberechtigt behandelt werden.
Regenbogenkompetenz bezeichnet in erster Linie professionelle Fähigkeiten von Individuen, sollte aber immer in einem institutionellen Rahmen gedacht werden. Wenn soziale Fachkräfte sich nachhaltig für ihre LGBT-Klienten einsetzen sollen, brauchen sie LGBT-kompetente Institutionen, die ihnen dafür einen entsprechenden Rahmen sowie Mittel zur Verfügung stellen. In Anlehnung an das Case Management-Konzept von Peter Löcherbach (2009) skizziert Schmauch vier Aspekte von Regenbogenkompetenz:
- Sachkompetenz: Soziologisches und psychologisches Faktenwissen über die heterosexuelle Mehrheitsgesellschaft und über sexuelle und geschlechtliche Minderheiten sowie deren Lebenslagen, Diskriminierungserfahrungen und Ressourcen;
- Sozialkompetenz: Kommunikations- und Kooperationsfähigkeit im Hinblick auf sexuelle und geschlechtliche Vielfalt;
- Methodenkompetenz: Handlungsfähigkeit und Verfahrenswissen im Bereich sexueller Orientierung und geschlechtlicher Identitäten;
- Selbstkompetenz: Kritische Reflexion der eigenen Gefühle, Werte und Vorurteile in Bezug auf sexuelle und geschlechtliche Vielfalt.[10]

### Sachkompetenz
Soziale Fachkräfte sind bei LGBT-Klientinnen und -Klienten oft mit spezifischen Problemen in deren Privatleben oder im sozialen Umfeld konfrontiert, denn Menschen, die von der heterosexuellen Norm abweichen, müssen sich mit Identitätsproblemen und Coming-out-Krisen, in manchen Fällen auch mit Ausgrenzung, Beleidigung oder Mobbing auseinandersetzen. Als eine gesellschaftliche Minderheit sind LGBT-Personen erhöhten Anforderungen in der Lebensbewältigung ausgesetzt. Sie brauchen eine erhebliche Ich-Stärke, um ihren Normbruch zu verarbeiten und die Ablehnung auszuhalten, die ihnen nicht selten von der Mehrheitsgesellschaft, manchmal auch von der eigenen Familie entgegenschlägt. Lebenslang sind sie mit der Herausforderung konfrontiert, eine Balance zwischen Anderssein und Zugehörigkeit, zwischen gesellschaftlichen, familialen und subkulturellen Erwartungen zu finden, ohne sich dabei auf gesellschaftliche Vorbilder stützen zu können. Derartige Stressfaktoren führen zu einer erhöhten Vulnerabilität: beispielsweise belegen Studien, dass die Zahl der versuchten oder gelungenen Suizide bei LGBT-Menschen deutlich höher liegt als beim Bevölkerungsdurchschnitt.
Soziale Fachkräfte brauchen Hintergrundwissen, um die Ursachen und die Folgen des Leidens und der Diskriminierung ihrer LGBT-Klientinnen und -Klienten zu verstehen. Dazu gehört historisches, soziologisches und psychologisches Wissen über die gesellschaftliche Geschlechterordnung mit ihrer kaum hinterfragten Heteronormativität und ihrer (manchmal feindseligen) Ablehnung von Homosexualität und anderen geschlechtlichen Varianten. Gefordert sind Kenntnisse darüber, wie solche gesellschaftlichen Faktoren sich auf historischer, sozialer und rechtlicher Ebene ausgeformt haben und in der Lebenswelt von LGBT-Personen wirksam sind. Soziale Fachkräfte sollten wissen, durch welche konkreten Besonderheiten das Leben von LGBT-Personen geprägt ist. Das umfasst ihre öffentliche Sichtbarkeit und ihr Arbeitsleben, aber auch ihre Beziehungen, Sexualität, Familiengründungen sowie spezifische Lebenswelten wie die Subkultur und die LGBT-Community. Bei all diesen Aspekten gilt es, Unterschiede zwischen lesbischen und schwulen Perspektiven ebenso zu beachten und zu respektieren wie Unterschiede bei intergeschlechtlichen oder bei Trans-Identitäten.

### Sozialkompetenz
Zur regenbogenorientierten Sozialkompetenz gehört es, souverän mit Differenzierungen und Widersprüchen umzugehen, da LGBT-Personen weder „völlig anders“ noch „genau wie alle anderen“ sind. Unterschiede zwischen LGBT-Personen und Menschen aus der heterosexuellen Mehrheitsgesellschaft sollten weder überbetont noch geleugnet werden. Ziel ist die Stärkung der individuellen LGBT-Person in ihren Bedürfnissen und Rechten.
In der sozialen Gruppenarbeit wie beispielsweise in der Jugendhilfe oder in der Behindertenhilfe geht es darum, eine Atmosphäre von Respekt und Akzeptanz herzustellen, damit die Menschen ihre jeweilige geschlechtliche Identität ebenso wie homosexuelle Gefühle oder Beziehungen möglichst angstfrei ausdrücken können. Soziale Fachkräfte benötigen gute Kommunikationsfähigkeiten, um mit Betroffenen ebenso wie mit Angehörigen, Behörden oder sozialen Einrichtungen auf eine integrierende Weise vermitteln zu können. Im „Queer-Papier #1“ des LSVD sind einige Beispiele benannt wie „das Ansprechen von homophoben und sexistischen Witzen oder von transfeindlichen Beleidigungen. Aktives Mitberücksichtigen von Kindern aus Regenbogenfamilien in der alltäglichen Kommunikation und bei den Formularen der eigenen Einrichtung ...“.

### Methodenkompetenz
Soziale Fachkräfte sollten juristische und institutionelle Strategien zur Unterstützung von LGBT-Klienten und -Klientinnen kennen und in der Lage sein, diese entsprechend zu beraten und weiterzuverweisen. Dazu benötigen sie einschlägige rechtliche und verwaltungsbezogene Kenntnisse sowie ein detailliertes Wissen über LGBT-Beratungseinrichtungen.
Zur Methodenkompetenz gehört ferner, dass Fachkräfte sozialpädagogische Methoden und Konzepte für LGBT-Personen spezifizieren können, wie zum Beispiel Elemente aus der lebensweltorientierten Jugendberatung mit Konzepten aus der Coming-out-Beratung zu verknüpfen. Auch sollten sie in der Lage sein, Elemente aus der geschlechtssensiblen und aus der rassismuskritischen Arbeit mit pädagogischen Zugängen zu Themen von sexueller und geschlechtlicher Vielfalt zu verbinden. Dazu gehört Medienkompetenz, also das Wissen darüber, welche Medien zu Themen sexueller und geschlechtlicher Vielfalt geeignet sind und in welchen Gruppen und zu welchem Zeitpunkt sie eingesetzt werden können.

### Selbstkompetenz
Selbstkompetenz bezeichnet (nach Peter Löcherbach) die fachliche Auseinandersetzung mit der eigenen Berufsrolle, wozu die Fähigkeit zählt, Gefühle, Vorurteile und Werte kritisch zu reflektieren. Die eigene Persönlichkeit und die Fähigkeit zur Selbstreflexion der eigenen beruflichen Praxis gewinnen in der Professionalisierungsdiskussion der Sozialen Arbeit zunehmend an Bedeutung. Manche Autorinnen und Autoren halten die Persönlichkeit sogar für das wichtigste Werkzeug sozialer Fachkräfte (Margret Dörr/Burkard Müller 2006 oder Silvia Staub-Bernasconi 2017).
Soziale Fachkräfte sollten in der Lage sein, ihr Selbstverständnis und ihre inneren Bilder gegenüber LGBT kritisch zu reflektieren, denn gesellschaftliche Vorstellungen von Normalität und Abweichung üben einen nicht unerheblichen Einfluss auf ihre eigene Haltung und ihr berufliches Handeln aus. Das gilt in besonderem Maß, wenn es sich – wie bei LGBT-Themen – in der Regel um vorbewusste Einstellungen handelt, die mit patriarchalen Geschlechterbildern und tradierten Vorstellungen von Normalität und Abweichung verknüpft sind.
Regenbogenkompetente Fachkräfte sollten sensibilisiert dafür sein, ihre Gefühle und Irritationen in der Arbeit mit lesbischen und schwulen, inter- und transgeschlechtlichen Klientinnen und Klienten bewusst wahrzunehmen, auch wenn sie möglicherweise „politisch korrekten“ Standards nicht entsprechen. Für eine derartige Reflexion braucht es möglichst angstfreie Räume wie zum Beispiel Angebote von Kollegialer Beratung oder Supervision. Regenbogenkompetente Institutionen hätten dafür zu sorgen, dass ihre Fachkräfte in diesem Kontext ihre Haltungen und Gefühle besprechen und neue Wege zu Öffnung und Akzeptanz entwickeln können.

### Weitere Anwendungsbereiche
Neben dem Bereich der Sozialen Arbeit haben sich im Lauf der Zeit weitere Einsatzgebiete entwickelt, in denen das Konzept der Regenbogenkompetenz angewandt, vermittelt oder für einen anderen Praxisbereich angepasst wird:
- In der Bildung oder Weiterbildung für pädagogische Fachkräfte, zum Beispiel in der Inklusiven Pädagogik[36][37]
- In der Schule, denn LGBT-Schülerinnen und -Schüler werden nicht selten gemobbt und ausgegrenzt[38][39]
- In der frühkindlichen Bildung, zum Beispiel im Hinblick auf Lebensformen wie die Regenbogenfamilie[40][41]
- In der Psychotherapie, um einen einfühlsameren Umgang mit LGBT-Klienten und -Klientinnen zu gewährleisten[42][16][9]
- In der Pflege und Altenpflege, um den Bedürfnissen kranker oder alter LGBT-Menschen besser gerecht zu werden[43][44][45]
- In der Demokratieförderung, besonders wenn es um Themen von Vielfalt und Integration geht[46][47][48]
- Im Profisport wie zum Beispiel im Fußball, wo Homosexualität immer noch als Tabu gilt[30][49]
- In der polizeilichen Fortbildung, weil die Anzahl queerfeindlicher Straftaten zunimmt[50][51]
- In Kirchengemeinden, wo Regenbogenkompetenz in der Seelsorge zunehmend als wichtig erachtet wird[52][53]